# Dominic Kinnear
Dominic Kinnear (Glasgow, Escocia, 26 de julio de 1967) es un exfutbolista y entrenador de fútbol estadounidense.
Como futbolista se desempeñó en la posición de defensa, comenzó su carrera profesional en el St Johnstone de Escocia, y luego jugó por muchos clubes de los Estados Unidos y México, incluyendo al San Jose Hawks, San Jose Clash, Tampa Bay Mutiny y Necaxa. Fue internacional absoluto con la selección de Estados Unidos entre los años 1990 y 1993, donde jugó 54 encuentros.
Kinnear ha trabajado como entrenador en la Major League Soccer desde el año 2001. Su logro más destacado fue ganar la Copa MLS en 2006 y 2007 mientras dirigía al Houston Dynamo, cargo que ocupó desde el año 2006 al año 2014.

## Trayectoria

### Carrera como futbolista

#### Inicios
Kinnear migró a los Estados Unidos junto a su familia a la edad de tres años. Creció en Fremont, California. Jugó a fútbol en su escuela John F. Kennedy High School y al graduarse jugó al fútbol universitario en Hartwick College, donde jugó como defensor.

#### Escocia
Kinnear regresó a Escocia donde fue parte del plantel del St Johnstone de la Scottish Football League, aunque no debutó con el primer equipo.

#### Estados Unidos (1989-1994)
En 1989 fichó por el San Francisco Bay Blackhawks de la Western Soccer League (WSL). En 1990 la WSL se fusionó junto a la American Soccer League y pasaron a ser parte de la American Professional Soccer League (APSL). Ganó el título de la liga con los Blackhawks en 1992 y jugó la Liga de Campeones de la Concacaf, donde llegaron a semifinales. Al año siguiente el dueño de los Blackhawks movió al equipo a la USISL (actual USL Championship), una división más baja, y renombró al club como San Jose Hawks. A pesar de que ese año ganarían la temporada 1993, el equipo abandonó la competencia al término de esta.
En 1994 Kinnear fichó por el Fort Lauderdale Strikers de la APSL, luego de una fallida prueba en el Bolton Wanderers inglés que terminó en nada.

#### Necaxa (1995)
Kinnear fichó por el Necaxa de la Primera División de México en el año 1995, jugó cinco encuentros y anotó un gol en la temporada que el Necaxa consiguió el título de liga.

#### Retorno a Estados Unidos
Luego del término de la temporada en México, Kinnear fichó por el Seattle Sounders de la A-League, donde ganó otro título de liga con el club, y anotó el penalti de la victoria en la final de campeonato de 1995.
El 24 de enero de 1996 fue designado por la Major League Soccer con los Colorado Rapids. Luego de una temporada en el club, el 15 de diciembre de 1996 los Rapids intercambiaron al jugador junto con la segunda selección del draft a San Jose Clash, por Paul Bravo y Rafael Amaya. Tiempo después fue transferido al Tampa Bay Mutiny, donde jugó hasta su retiro en el año 2000. En su paso por la MLS, anotó seis goles y registró 24 asistencias. 

### Selección nacional
Kinnear jugó 54 encuentros con la selección de Estados Unidos, incluyendo partidos de las eliminatorias al mundial de 1994, sin embargo no fue parte del plantel final para la competición.

#### Goles internacionales
ref.
| Partidos y goles internacionales | Partidos y goles internacionales | Partidos y goles internacionales | Partidos y goles internacionales | Partidos y goles internacionales | Partidos y goles internacionales | Partidos y goles internacionales | Partidos y goles internacionales |
| #                                | Fecha                            | Ciudad                           | Rival                            | Resultado                        | Goles                            | Competición                      |                                  |
| -------------------------------- | -------------------------------- | -------------------------------- | -------------------------------- | -------------------------------- | -------------------------------- | -------------------------------- | -------------------------------- |
| 1                                | 24 de noviembre de 1991          | Dallas, Texas                    | Costa Rica                       | 1 - 1                            |                                  | Amistoso                         |                                  |
| 2                                | 4 de abril de 1992               | Palo Alto, California            | Chile                            | 5 - 0                            |                                  | Amistoso                         |                                  |
| 3                                | 6 de febrero de 1993             | Santa Bárbara, California        | China                            | 1 - 1                            |                                  | Amistoso                         |                                  |
| 4                                | 3 de marzo de 1993               | Costa Mesa, California           | Canada                           | 2 - 2                            |                                  | Amistoso                         |                                  |
| 5                                | 22 de junio de 1993              | Quito, Ecuador                   | Venezuela                        | 3 - 3                            |                                  | Copa América 1993                |                                  |
| 6                                | 14 de noviembre de 1993          | Mission Viejo, California        | Islas Caimán                     | 8 - 1                            |                                  | Amistoso                         |                                  |
| 7                                | 14 de noviembre de 1993          | Mission Viejo, California        | Islas Caimán                     | 8 - 1                            |                                  | Amistoso                         |                                  |
| 8                                | 5 de diciembre de 1993           | Los Angeles, California          | El Salvador                      | 7 - 0                            |                                  | Amistoso                         |                                  |
| 9                                | 5 de diciembre de 1993           | Los Angeles, California          | El Salvador                      | 7 - 0                            |                                  | Amistoso                         |                                  |

### Carrera como entrenador
En el año 2001, Frank Yallop, entrenador del San Jose Earthquakes, nombró a Dominic como entrenador asistente. Juntos llevaron al Earthquakes a ganar la Copa MLS en 2001 y 2003.
Frank Yallop dejó el club en 2004 y Kinnear fue nombrado nuevo entrenador del club. Como primer entrenador ganó el MLS Supporters' Shield de 2005 con el club. En 2006 llegó al Houston Dynamo y el 12 de noviembre ganó la primera Copa MLS del club, título que repitió el año siguiente, nuevamente venciendo al New England Revolution en la final. Kinnear terminó su contrato en Houston el 25 de octubre de 2014.
Regresó a San Jose Earthquakes al término de la temporada 2014 en reemplazo de Mark Watson, quien fue despedido en octubre de 2014. Fue despedido del club el 25 de junio de 2017 y fue reemplazado por Chris Leitch.
Firmó con LA Galaxy como entrenador de las inferiores del club. En septiembre de 2018, el primer entrenador del club, Sigi Schmid, presentó su renuncia y Kinnear tomó el puesto como entrenador interino. Luego de la llegada de Guillermo Barros Schelotto al club para la temporada 2019, el Galaxy confirmó al estadounidense como segundo entrenador del club.

## Estadísticas

### Como jugador
| Club                     | País           | Año         | Part. | Goles |
| ------------------------ | -------------- | ----------- | ----- | ----- |
| St Johnstone             | Escocia        | 1986 - 1989 | 0     | 0     |
| SF Bay Blackhawks        | Estados Unidos | 1989 - 1992 | 28    | 6     |
| San Jose Hawks           | Estados Unidos | 1993        | 79    | 7     |
| Fort Lauderdale Strikers | Estados Unidos | 1994        |       |       |
| Necaxa                   | México         | 1995        | 5     | 1     |
| Seattle Sounders         | Estados Unidos | 1995        | 6     | 2     |
| Colorado Rapids          | Estados Unidos | 1996        | 14    | 0     |
| San Jose Clash           | Estados Unidos | 1997        | 28    | 2     |
| Tampa Bay Mutiny         | Estados Unidos | 1998 - 2000 | 75    | 4     |

### Como entrenador
| Club                 | País           | Año         | Partidos dirigidos | Partidos ganados | Partidos empatados | Partidos perdidos | Efectividad |
| -------------------- | -------------- | ----------- | ------------------ | ---------------- | ------------------ | ----------------- | ----------- |
| San Jose Earthquakes | Estados Unidos | 2004 - 2005 | 73                 | 31               | 23                 | 19                | 42.47%      |
| Houston Dynamo       | Estados Unidos | 2005 - 2014 | 375                | 152              | 107                | 116               | 40.53%      |
| San Jose Earthquakes | Estados Unidos | 2014 - 2017 | 89                 | 28               | 28                 | 33                | 31.46%      |
| LA Galaxy (Interino) | Estados Unidos | 2018        | 0                  | 0                | 0                  | 0                 |             |
| LA Galaxy (Interino) | Estados Unidos | 2020        | 1                  | 1                | 0                  | 0                 |             |
| Total                | Total          | 2004 - 2018 | 537                | 211              | 158                | 168               | 39.29%      |

## Palmarés

### Como jugador

#### Títulos nacionales
| Título                              | Club                         | País           | Año     |
| ----------------------------------- | ---------------------------- | -------------- | ------- |
| American Professional Soccer League | San Francisco Bay Blackhawks | Estados Unidos | 1991    |
| Primera División de México          | Club Necaxa                  | México         | 1994-95 |
| A-League                            | Seattle Sounders             | Estados Unidos | 1995    |

### Como entrenador

#### Títulos nacionales
| Título                  | Club           | País           | Año  |
| ----------------------- | -------------- | -------------- | ---- |
| Copa MLS                | Houston Dynamo | Estados Unidos | 2006 |
| Copa MLS                | Houston Dynamo | Estados Unidos | 2007 |
| Conferencia Oeste (MLS) | Houston Dynamo | Estados Unidos | 2006 |
| Conferencia Oeste (MLS) | Houston Dynamo | Estados Unidos | 2007 |
| Conferencia Este (MLS)  | Houston Dynamo | Estados Unidos | 2011 |
| Conferencia Este (MLS)  | Houston Dynamo | Estados Unidos | 2012 |